# 류승국 (배우)
유승국(1981년 12월 9일 ~ )은 대한민국의 배우이자 모델이다.

## 출연작

### 영화
- 《박열》 (2017년) - 법원경찰 역
- 《쇠파리》 (2017년) - 유 과장 역
- 《권법형사: 차이나타운》 (2015년) - 김 형사 역
- 《마담 뺑덕》 (2014년) - 일본회장 수행원 역
- 《친구 2》 (2013년) - 참치선박 야쿠자 역

### 드라마
- 《옥중화》 (2016년, MBC) - 한재서 역
- 《구미호뎐1938》 (2023년, TVN) - 일본대좌 역
- 《미스터선샤인》 (2018년, TVN) - 헌병대장 역

### 연극
- 《서울 땐스홀을 허하라》
- 《나무꾼의 옷을 훔친 선녀》 - 백만석 역
- 《경로당 폰팅사건》 - 교장할아버지 역

### 뮤지컬
- 《디스 라이프》 - 정구 역
- 《자리주쇼》
- 《주그리 우스리》 - 100세 할머니 역

### 오페라
- 《파우스트》